# Rosenhagen (Perleberg)
Rosenhagen ist ein Ortsteil der Stadt Perleberg im Landkreis Prignitz.

## Geografie
Das Straßendorf Rosenhagen liegt im Osten der Stadt Perleberg. Südwestlich benachbart ist der Perleberger Ortsteil Düpow, nordwestlich liegt Spiegelhagen. Im Norden schließt sich Lübzow an. Im Nordosten grenzt Rosenhagen an die Gemeinde Groß Pankow (Prignitz), im Südosten an die Gemeinde Plattenburg.
Rosenhagen reicht im Norden an eine bewaldete Hügelkette, die sich in Ost-West-Richtung durch die Prignitz zieht. Auf Rosenhagener Grund liegen die Erhebungen Weißer Berg (80,7 m), Klapperberg (69,0 m) und Schwarzer Berg (75,6 m).
Gespeist von den Straßengräben des Dorfes entspringt im Ort die Rose. Im Süden des Rosenhagener Gebietes fließt der Düpower Graben.

## Geschichte
Die erste bekannte urkundliche Erwähnung Rosenhagens stammt aus dem Jahre 1312 (Rosenhagen). Bei der Namensgebung dürfte der im Dorf entspringende Bach Rose eine wichtige Rolle gespielt haben.
Mitte des 17. Jahrhunderts erwarb Hartwig von Platen, Kreiskommissar der Prignitz, das Gut Rosenhagen. Der Grabstein des Hans Caspar von Platen (1678–1727) ist noch heute im Ort zu sehen. Er war in dänischen Diensten zum Generalkriegskommissarius aufgestiegen und wurde 1713 königlicher Amtmann in Apenrade. Im gleichen Jahr wurde er der Unterschlagung beschuldigt und saß bis 1726 in Arrest.
Am 1. Januar 1974 wurde Rosenhagen der Kreisstadt Perleberg angegliedert.

## Bauwerke

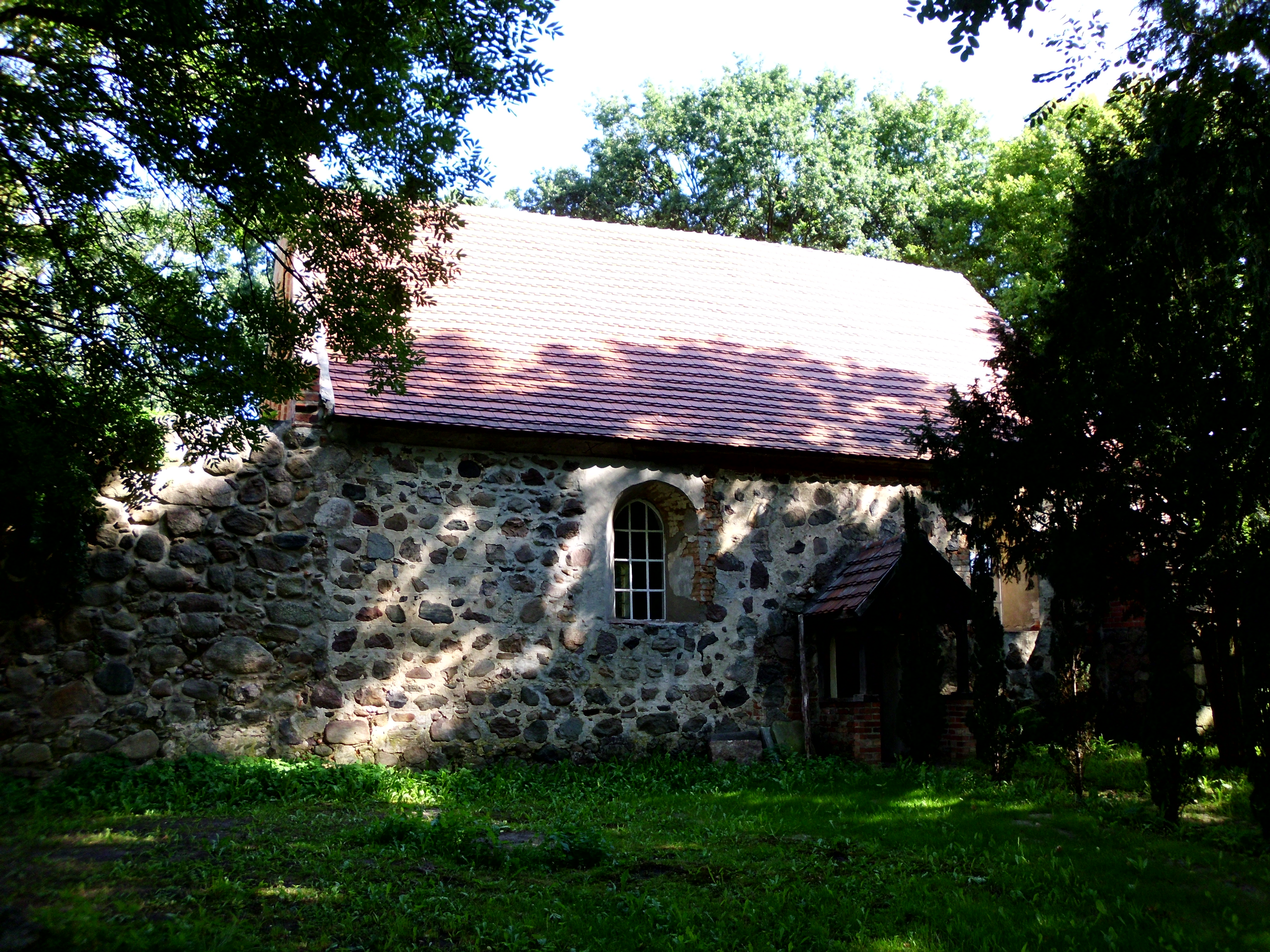
Kirche in Rosenhagen, am linken Bildrand die offenen Reste des Turmes

Die Rosenhagener Kirche stammt aus dem 15. Jahrhundert. In den 1970er Jahren wurde ihr Turmaufsatz wegen Baufälligkeit entfernt, sodass nur der Kirchensaal nutzbar ist. Zwei Glocken hängen nun in einem von der Kirche einige Meter abgesetzten, überdachten Holzgestell.

## Verkehr
Die Bahnstrecke Wittenberge–Strasburg, auf der heute der Prignitz-Express fährt, berührt Rosenhagen. Allerdings halten im Bahnhof Rosenhagen keine Züge mehr.
Durch den Ort verläuft die Brandenburger Landesstraße L 101.

## Einwohnerentwicklung
| Datum         | Einwohnerzahl |
| ------------- | ------------- |
| 1800          | 194           |
| 1817          | 192           |
| 1840          | 207           |
| 1925          | 268           |
| 1939          | 210           |
| 1946          | 355           |
| 11. Jan. 2011 | 113           |
| 31. Dez. 2012 | 114           |